# Dogma central de la biología molecular

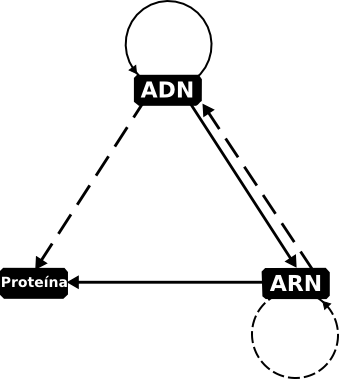
Líneas continuas representan al "dogma" original y al procesamiento general de la información genética. Las líneas discontinuas corresponden a casos especiales descubiertos en décadas recientes.

El dogma central de la biología molecular es un concepto que ilustra los mecanismos de transmisión y expresión de la herencia genética tras el descubrimiento de la codificación de esta en la doble hélice del ADN. Esto nos propone que existe una unidireccionalidad en la expresión de la información contenida en los genes de una célula, es decir, que el ADN se transcribe como ARN mensajero y que este se traduce como proteína, elemento que finalmente realiza la acción celular. El dogma también postula que sólo el ADN puede duplicarse y, por lo tanto, reproducirse y transmitir la información genética a la descendencia. Francis Crick expresó el dogma central por primera vez en 1958, y se replanteó en un artículo de Nature publicado en 1970.

## Término "dogma"
En su autobiografía, What Mad Pursuit (1988), Francis Crick escribió sobre su elección de la palabra dogma y algunos de los problemas que le ocasionaron:

Llamé a esta idea el dogma central por dos razones, supongo. Ya había usado la palabra obvia hipótesis en la hipótesis secuencial, y además quería sugerir que esta nueva conjetura era más central y más poderosa. [...] Al final, el uso de la palabra dogma causó casi más problemas de los que valía. [...] Muchos años después Jacques Monod me señaló que parecía que yo no entendía el uso correcto de la palabra dogma, que es una creencia que no puede ser cuestionada. [...]  Usé la palabra como yo creía que significaba, no como la mayoría del mundo lo hace, y la apliqué simplemente a una gran hipótesis que, aunque plausible, tenía poco respaldo de la experimentación directa.

Similarmente, Horace Freeland Judson escribió en The Eighth Day of Creation:

"Mi parecer era que un dogma era una idea que carecía de evidencia razonable. ¡¿Ves?!" Y Crick dio un grito de regocijo. Yo simplemente no sabía que significaba dogma. Y también pude simplemente llamarle la "Hipótesis central", o..., ya sabes. Lo que quiero decir. Dogma solo fue un latiguillo.

### Excepciones o modificaciones

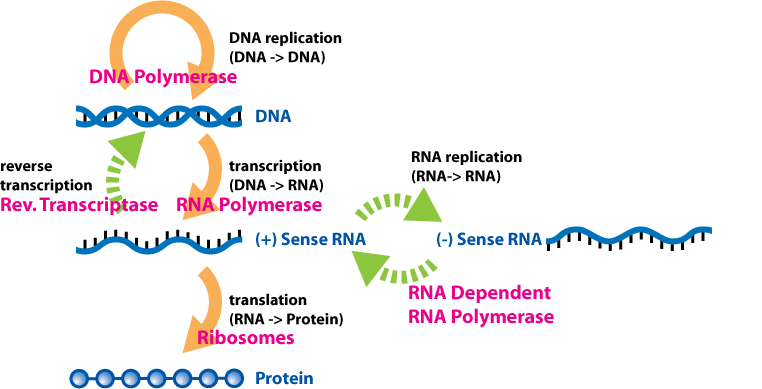
En verde nuevos descubrimientos. Adicionalmente se ha observado una traducción directa del ADN a proteínas in vitro.

No obstante, la ciencia es un ente dinámico, que no se asienta en dogmas. De este modo, han surgido una serie de elementos que implican la ampliación de este dogma tan tajante. Estas excepciones atañen, entre otras situaciones o elementos, a los priones, ribozimas y la enzima transcriptasa inversa.
- Transcriptasa inversa: Los virus pertenecientes a la clase de duplicación VI y VII de Baltimore, como, por ejemplo, los Retroviridae (como el VIH) y Caulimoviridae, tienen la potestad de sintetizar ADN mediante una polimerasa, la transcriptasa inversa, que tiene como molde ARN. Esto supone una evasión al dogma, que sólo permite la duplicación del ADN empleando ARN, y que supedita el ARN al ADN.
- Traducción en sistemas libres de ARN: Otra situación que rompe con la secuencia definida por el dogma es la posibilidad de obtener proteína in vitro, en un sistema libre de células y en ausencia de ARN, por lectura directa del ADN mediante ribosomas, en un entorno en presencia del quimioterápico neomicina.
- Priones: Los priones son proteínas libres de ácido nucleico que, según los modelos genéticos actuales, se propagan en su naturaleza polipeptídica, sin que medie ningún tipo de duplicación o transcripción directa; simplemente, afectan a proteínas de su misma secuencia, previamente existentes, alterando su conformación.
- Ribozimas: Existen ARN con propiedades autocatalíticas, los ribozimas, capaces de modificarse y duplicarse a sí mismos, en ausencia de proteína y ADN.